# Sant Martí Sarroca
Sant Martí Sarroca è un comune spagnolo di 2 721 abitanti situato nella comunità autonoma della Catalogna.